# Окуси Дракулину крв
Окуси Дракулину крв (енгл. Taste the Blood of Dracula) је британски хорор филм из 1970. године, режисера Питера Сасдија, директан наставак филма Дракула је устао из гроба и пети у Хамеровом серијалу филмова о Брем Стокеровом Дракули. Кристофер Ли се поново вратио у улогу насловног вампира, грофа Дракуле.
Филм је у почетку био осмишљен у потпуности без Дракуле, пошто Кристофер Ли поново није желео да се врати. Уместо његовог лика, главни негативац филма је требало да буде лорд Кортли (Ралф Бејтс), али пошто се Ли на крају поново предомислио, Бејтсова улога је редукована на лик Дракулиног слуге који га оживљава и потом умире.
Осим Лија од глумачке поставе из претходних филмова вратио се и Мајкл Рипер, који је у Дракулиним невестама био у улози кочијаша, у претходном делу у улози Макса, а сада је у улози инспектора Коба.
Филм је добио помешане и претежно позитивне критике. Сајт Rotten Tomatoes га је оценио са 67%, што је нешто мање од његових претходника, али и даље представља успех.
Исте године добио је наставак под насловом Дракулини ожиљци, што је показало колико новца филмови о Дракули доносе продукцијској кући Хамер, када у истој години објави 2 филма.

## Радња
Путујући трговац по имену Велер, проналази Дракулине посмртне остатке, заједно са брошем на коме пише његово име, око великог крста, којим је прободен на крају филма Дракула је устао из гроба. Он узима Дракулин огртач, прстен и скорелу крв у облику праха. 
Дракулин слуга, лорд Кортли, наговара тројицу богаташа да откупе Дракулине посмртне остатке од Велера и у сатанистичком ритуалу спроведеном у оскрнављеној цркви они поново оживе Дракулу. Међутим, због одбијања тројице богаташа да спроведу ритуал до краја, Кортли умире, па Дракула полази у освету над богаташима (Харгудом, Пакстоном и Секером). 
Дракула претвара њихову децу у вампире и натера их да убију своје очеве. Када заврши са својом осветом над богаташима, Дракула почиње да убија и њихову децу. На крају остају само Алис (Харгудова ћерка) и Пол (Пакстонов син). Они одлазе у Дракулину јазбину у оскрнављеној цркви и очисте олтар од сатанистичких инструмената, које замењују хришћанским. Када Дракула стигне, они почну да читају Оченаш на латинском. Заслепљен и надјачан снагом поново освештане цркве Дракула пада на олтар, где се његово тело распада.

## Улоге
| Глумац         | Улога           |
| -------------- | --------------- |
| Кристофер Ли   | гроф Дракула    |
| Џефри Кин      | Вилијам Харгуд  |
| Гвен Ватфорд   | Марта Харгуд    |
| Линда Хејден   | Алис Харгуд     |
| Питер Салис    | Семјуел Пакстон |
| Ентони Кортан  | Пол Пакстон     |
| Исла Блер      | Луси Пакстон    |
| Мартин Џарвис  | Џонатан Секер   |
| Ралф Бејтс     | лорд Кортли     |
| Рој Кинир      | Велер           |
| Мајкл Рипер    | инспектор Коб   |
| Расел Хантер   | Феликс          |
| Ширли Џаф      | Бети            |
| Кит Марш       | отац            |
| Питер Меј      | син             |
| Маделин Смит   | Доли            |
| Региналд Барат | Викар           |